# Clinocera cubatao
Clinocera cubatao är en tvåvingeart som beskrevs av Smith 1962. Clinocera cubatao ingår i släktet Clinocera och familjen dansflugor. Inga underarter finns listade i Catalogue of Life.